# Glenrowan
Glenrowan – miasto w Australii, w stanie Wiktoria.